# مایکل لاپیج
مایکل لاپیج (انگلیسی: Michael Lapage؛ ۱۵ نوامبر ۱۹۲۳ – ۲۰ ژوئیه ۲۰۱۸ (aged 94)) ورزشکار روئینگ اهل بریتانیا بود.
وی در مسابقات کشوری و بین‌المللی در مجموع برندهٔ ۱ مدال نقره، ۱ مدال برنز شده‌است.